# 安東茂樹 (教育学者)
安東 茂樹（あんどう しげき、1950年 - ）は、日本の教育者、教育学者。博士（教育学）。
文部科学省検定教科書執筆者の一人。

## 経歴
- 1974年 3月 - 大阪教育大学 教育学部 中学校課程 技術科専攻卒業。
- 1995年 4月 - 兵庫教育大学助教授。
- 2002年 4月 - 京都教育大学教授。
- 2005年 4月 - 京都教育大学附属高等学校校長。
- 2011年 4月 - 京都教育大学副学長。
- 2017年 4月 - 京都教育大学名誉教授。広島国際学院大学教授[1][2][3]。

## 人物・業績

### 人物
1950年兵庫県明石市生まれ。大阪教育大学卒業後、中学校教員として勤務。テニス部を指導した。学校教員生活が長く、本格的な研究活動に入ったのは40才代からであることから実務経験による研究内容や成果が多く、本人も「日々の仕事に邁進する先に研究がある。」と言っている。
文部科学省学習指導要領中学校技術作成協力者（主査）、大学設置・学校法人審議会専門委員、日本産業技術教育学会会長などを歴任。技術科教育における日本の指針を示し、2017年現在、広島国際学院大学教授、明石市教育委員会社会教育委員、明石市教育委員会市立学校通学区域審議会委員などを務めている。

### 業績
技術科教育法と教材開発が専門である。学位（博士）は教材開発に係る研究で芦屋大学から授与されている。
研究では常に学校現場との連携を大切にし「生き生きとした子どもの姿」を浮き彫りにする実践的・実証的研究に取り組んでいる。
日本の中学校での成績評価方式が相対評価方式から観点別絶対評価方式に移行するにあたり、中学校技術科における評価基準と判定基準をまとめた。
自らの阪神・淡路大震災の被災経験から東日本大震災後、水谷好成を代表とする研究に研究分担者として参加、ものづくり経験は達成感を与え自己肯定感を育成できる復興を支える人材育成教育として有用であると結論付けた。
また安東が教材として研究、教科書に掲載した代表的な教材にはブリキ製（授業実践では入手容易なトタンで作られる）の「ポンポン船」がある。
2017年に、2021年完全実施の新中学校学習指導要領の内容、中学校から高等学校への系統的な学びの要求を受け、日本のどの高等学校にも教科として存在しないことから、従来、高等学校教育との連携が図られていなかった中学校の技術科を高等学校の各教科と関係させる、おそらくは日本で初となる試みに、独自の手法で成功した。

### 受賞
- 1991年 日本産業技術教育学会 奨励賞。
- 2012年 日本産業技術教育学会 功績賞[1]。

## 著作等
- 『技術科教育はなぜ必要か－人を育て文化を築く「ものづくり」－』 単著 竹谷出版 2014年9月。
- 『技術・家庭技術分野』文部科学省検定教科書 共著 開隆堂 2016年2月他。
- 『新中学校技術科題材集&授業 : 生徒の感動や成就感をはぐくむ』 編著 明治図書 2010年8月。など。